# Полянс, Юрий
Юрий Полянс (эст. Jüri Poljans; 24 ноября 1958, Кингисепп) — советский эстонский гребец-байдарочник, выступал за сборную СССР в конце 1970-х — начале 1980-х годов. Чемпион мира, трёхкратный чемпион Советского Союза, победитель регат республиканского и всесоюзного значения. На соревнованиях представлял спортивное общество «Динамо», мастер спорта международного класса.

## Биография
Юрий Полянс родился 24 ноября 1958 года в городе Кингисеппе Эстонской ССР. Активно заниматься греблей начал в возрасте шестнадцати лет, проходил подготовку в тиллиннском спортивном обществе «Динамо».
Впервые заявил о себе в 1977 году, когда одержал победу в зачёте эстонского республиканского первенства — впоследствии в течение последующих восьми лет ещё десять раз становился чемпионом Эстонии в различных гребных дисциплинах. В 1978 году сразу в двух дисциплинах стал чемпионом Советского Союза: в зачёте четырёхместных байдарок на дистанциях 500 и 1000 метров.
Наиболее успешным сезоном в спортивной карьере Полянса оказался сезон 1981 года — он в третий раз выиграл национальное первенство, в четвёрках на пятистах метрах, после чего удостоился права защищать честь страны на чемпионате мира в английском Ноттингеме. В той же полукилометровой дисциплине в составе четырёхместного экипажа, куда также вошли гребцы Игорь Гайдамака, Сергей Кривошеев и Александр Водоватов, одолел всех соперников и завоевал тем самым золотую медаль.
Полянс продолжал выступать на республиканском и всесоюзном уровне вплоть до 1985 года, хотя в последнее время уже не показывал сколько-нибудь значимых результатов. За выдающиеся спортивные достижения удостоен почётного звания «Мастер спорта СССР международного класса».
В период 1985—1990 годов работал тренером-инструктором по гребле на байдарках и каноэ, позже, после распада СССР, занимался бизнесом в Эстонии.